# Nela Pocisková
Nela Pocisková (ur. 4 października 1990 w Bratysławie) – słowacka piosenkarka i aktorka. Reprezentowała swój kraj w Konkursie Piosenki Eurowizji 2009 razem z Kamilem Mikulčíkiem, śpiewając piosenkę Leť tmou. Ostatecznie zajęła 18. miejsce w 2. półfinale, uzyskując 8 punktów.
Była pierwszą reprezentantką Słowacji po 1998 roku.
W 2013 roku związała się z piosenkarzem Filipem Tůmą, z którym ma syna Hektora i córkę Lilianę.